# برزیل در المپیک تابستانی ۱۹۷۶
برزیل در بازی‌های المپیک تابستانی ۱۹۷۶ که در شهر مونترال کانادا برگزار شد، کاروان برزیل با ۸۱ ورزشکار در این رقابت‌ها شرکت کرد و موفق به کسب ۲ مدال (۰ طلا، ۰ نقره، ۲ برنز) شد. در جدول رتبه‌بندی توزیع مدال‌ها، برزیل در ردهٔ ۳۶ مسابقات قرار گرفت.